# The Gift Supreme
The Gift Supreme é um filme mudo do gênero drama produzido nos Estados Unidos, dirigido por Ollie L. Sellers e lançado em 1920.